# روبرتو لوكو
روبرتو لوكو (بالإسبانية: Roberto Luco)‏ هو لاعب كرة قدم ومدرب كرة قدم تشيلي في مركز الوسط، ولد في 3 مايو 1985 في فالبارايسو في تشيلي. لعب مع Deportes Linares ‏.

## وصلات خارجية
- روبرتو لوكو على موقع قاعدة بيانات كرة القدم.إي يو (الإنجليزية)
- روبرتو لوكو على موقع Soccerway.com (الإنجليزية)